# Оуті Йосіхіро
Оуті Йосіхіро (яп. 大内義興; 1356—1399) — японський самурайський військовик, даймьо періоду Муроматі.

## Життєпис
Походив з впливового роду Оуті. Син даймьо Оуті Ґіройо. У 1363 році сьоґун Асікага Йосіміцу призначив Оути сюго (губернатором) провінцій Суо і Нагато. У молодості Есіхіро допомагав своєму батькові встановлювати владу Північного Двору на о. Кюсю — разом вони служили Імагаві Рьосун, якому було доручено підкорення 9 провінцій Кюсю. Після смерті батька у 1379 році Йосіхіро виявився залучений у боротьбу зі своїм старшим братом. У 1380 році він розбив армію брата в битві при Сакаріяма і став головою роду Оути.
У 1391 році Йосіхіро привів свою армію в пристоличні області, щоб допомогти сьогуну Асікага Йосіміцу нанести остаточну поразку силам Південного Двору. За свої заслуги Йосіхіро отримав ще 2 провінції. У 1392 році надав велику послугу сьоґуну, коли він умовив імператора Південного Двору погодитися на умови Асікага — чергування на престолі імператорів з старшої та молодшої ліній — і таким чином закінчив Війну Північної та Південної Династій, що тривала майже 60 років.
За роки, що минули зі смерті батька, Йосіхіро отримав істотний вплив серед даймьо західної Японії, а також серед піратів Внутрішнього Моря (так звалася частина Тихого океану біля островів Сікоку, Кюсю та західної частини Хонсю), з якими він ділив прибуток від їх рейдів до Китаю і Кореї та від торгівлі з цими країнами, яка розквітла за часів сьогуна Асікаги Йосіміцу.
Проте згодом відносини між Оути Йосіхіро та Асікага Йосіміцу охололи. Останній зажадав, щоб Йосіхіро побудував йому садибу в Кітаямі, що викликало невдоволення Йосіхіро. У 1399 році Йосіхіро повстав і рушив свої сили в столичні області. Його тил був прикритий Отомо, сюго (губернатора) трьох провінцій на Кюсю. На своєму шляху на захід Йосіхіро також виявив, що даймьо провінції Суо, Нагато, Акі та Бідзен готові підтримати його повстання. Йосіхіро навіть заручився підтримкою Канто Канрей (заступника сьогуна в області Канто) Асікаґа Міцукане і розраховував поповнити свою армію за рахунок незадоволених вояків пристоличних провінцій. Не знаючи, однак, які сили сьогунату, він волів не штурмувати Кіото, а сховався в приморському місті Сакаї, тоді вже великим центром і вільним містом. Це трапилося пізно восени 1399 року. Напередодні облоги Йосіхіро оточив місто сторожовими вежами Ягур і наказав викопати колодязі для води. З боку моря він розраховував на піратів, які повинні були допомогти підвезення продовольства і підтримці зв'язку з союзниками Есіхіро на о. Сікоку і провінції Кії.
Асікага Йосіміцу спробував вирішити проблему мирним чином, пославши на переговори буддійського ченця Дзеккай. Але Йосіхіро твердо стояв на своїх позиціях і відмовився здатися. Тоді сьогун зібрав сили своїх наймогутніших союзників — роди Хатакеяма, Хосокава і Сіба і взяв в облогу Сакаї. Йосіхіро розраховував, що за допомогою піратів йому вдасться прорвати блокаду, але Йосіміцу перекупив піратів. Водночас війська Йосіхіро, зібрані в провінціях Вербамі та Ідзумі, показали себе непрофесійними і ненадійними. До того ж, Асікага Міцукане зрадив Йосіхіро і не надіслав воїнів Канто, як було обумовлено. Оточений з суші і з води, Йосіхіро опинився в пастці, проте зумів протриматися декілька тижнів. Але в середині грудня 1399 року, скориставшись сильним північним вітром, армії бакуфу (сьогуната) вдалося підпалити місто. Більшість купецьких кварталів і складів з товарами було знищено вогнем. Незабаром укріплення Йосіхіро в центрі Сакаї були охоплені вогнем. Після цього війська Асікаги пішли на штурм. Йосіхіро, не бачачи іншого виходу, наклав на себе руки.